# 蒂卡·桑普特
尤菲米亞·拉蒂克·桑普特（英語：Euphemia LatiQue Sumpter，1980年6月20日—）或稱藝名蒂卡·桑普特（英語：Tika Sumpter），美國女演員、模特兒、歌手、製片人及電視主持人。出演過的知名作品如日間肥皂劇《只此一生》（2005年至2010年）、《富貴與貧窮》（2013年至2021年），以及電影《踢踏人生2》（2010年）、《龍兄唬弟》（2014年）、《龍兄唬弟2》（2016年）、《城南情緣》（2016年）、《音速小子》（2020年）及其續集。她的事業生涯始於真人秀節目《好友相约》（2004年至2005年）的主持人。

## 早期生活
蒂卡·桑普特1980年6月20日生於纽约市皇后區。她在中島的朗伍德高中（Longwood Senior High School）時是啦啦隊長。高中畢業後就讀於瑪麗山曼哈頓學院，主修傳播學。

## 個人生活
桑普特2016年10月8日產下一女。2017年1月，桑普特宣布與在《富貴與貧窮》同台演出的尼可拉斯·詹姆斯訂婚；兩人於2022年結婚。

## 外部連結
- 蒂卡·桑普特在互联网电影资料库（IMDb）上的資料（英文）